# Matrimonio al Sud
Matrimonio al Sud è un film del 2015, diretto da Paolo Costella.

## Trama
Teo e Sofia si sentono come Romeo e Giulietta, divisi non dai cognomi ma dalla geografia. Lui figlio di un industriale del Nord, lei di un pizzaiolo napoletano, hanno deciso di convolare a nozze nonostante le diversità culturali delle famiglie.
La guerra tra i consuoceri rischia di rovinare tutto, ma alla fine i ragazzi riusciranno ad avere il loro colorato e chiassoso matrimonio al Sud.

## Distribuzione
Il trailer ufficiale del film viene diffuso il 28 ottobre 2015 sul sito web Polignanoweb.it. La pellicola è uscita nelle sale italiane il 12 novembre 2015, distribuita da Medusa Film.

## Curiosità
- Il paese campano di San Valentino a Mare non esiste, è una invenzione del film basata sul vero nome del paese campano San Valentino Torio.  Le riprese del film sono state girate nel centro storico di Polignano a Mare in Puglia.
- Nel film, la maggior parte degli attori partecipanti sono gli stessi cabarettisti presenti nella trasmissione televisiva "Colorado" della scuderia di Diego Abatantuono.
- Nel film sono presenti inserzioni pubblicitarie dell'azienda alimentare "Fratelli Beretta" e di altre note ditte.